# Corny
Corny és un municipi francès situat al departament de l'Eure i a la regió de Normandia. L'any 2007 tenia 314 habitants.

## Demografia

### Població
El 2007 la població de fet de Corny era de 314 persones. Hi havia 108 famílies, de les quals 12 eren unipersonals (8 homes vivint sols i 4 dones vivint soles), 36 parelles sense fills i 60 parelles amb fills.
La població ha evolucionat segons el següent gràfic:
Habitants censats

### Habitatges
El 2007 hi havia 126 habitatges, 109 eren l'habitatge principal de la família, 15 eren segones residències i 2 estaven desocupats. Tots els 126 habitatges eren cases. Dels 109 habitatges principals, 103 estaven ocupats pels seus propietaris, 5 estaven llogats i ocupats pels llogaters i 1 estava cedit a títol gratuït; 2 tenien dues cambres, 17 en tenien tres, 26 en tenien quatre i 64 en tenien cinc o més. 90 habitatges disposaven pel capbaix d'una plaça de pàrquing. A 46 habitatges hi havia un automòbil i a 60 n'hi havia dos o més.

### Piràmide de població
La piràmide de població per edats i sexe el 2009 era:
| Homes | Edats   | Dones |
| ----- | ------- | ----- |
| 0     | 95 o +  | 0     |
| 0     | 90 a 94 | 0     |
| 4     | 85 a 89 | 0     |
| 0     | 80 a 84 | 4     |
| 8     | 75 a 79 | 4     |
| 0     | 70 a 74 | 4     |
| 8     | 65 a 69 | 4     |
| 4     | 60 a 64 | 12    |
| 4     | 55 a 59 | 4     |
| 8     | 50 a 54 | 4     |
| 20    | 45 a 49 | 12    |
| 0     | 40 a 44 | 8     |
| 20    | 35 a 39 | 20    |
| 4     | 30 a 34 | 4     |
| 8     | 25 a 29 | 0     |
| 0     | 20 a 24 | 4     |
| 24    | 15 a 19 | 8     |
| 4     | 10 a 14 | 20    |
| 20    | 5 a 9   | 12    |
| 0     | 0 a 4   | 0     |

## Economia
El 2007 la població en edat de treballar era de 203 persones, 152 eren actives i 51 eren inactives. De les 152 persones actives 139 estaven ocupades (79 homes i 60 dones) i 13 estaven aturades (5 homes i 8 dones). De les 51 persones inactives 15 estaven jubilades, 14 estaven estudiant i 22 estaven classificades com a «altres inactius».

### Ingressos
El 2009 a Corny hi havia 118 unitats fiscals que integraven 341,5 persones, la mediana anual d'ingressos fiscals per persona era de 18.526 €.

### Activitats econòmiques
Dels 7 establiments que hi havia el 2007, 2 eren d'empreses de construcció, 2 d'empreses de comerç i reparació d'automòbils, 1 d'una empresa financera, 1 d'una empresa immobiliària i 1 d'una empresa classificada com a «altres activitats de serveis».
Dels 2 establiments de servei als particulars que hi havia el 2009, 1 era una fusteria i 1 electricista.
L'únic establiment comercial que hi havia el 2009 era una adrogueria.

## Poblacions més properes
El següent diagrama mostra les poblacions més properes.